# Агинский Бурятский округ
Аги́нский Буря́тский о́круг (бур. Агын Буряадай тойрог) — административно-территориальная единица с особым статусом в Забайкальском крае Российской Федерации. Образован путём преобразования бывшего субъекта Российской Федерации Агинского Бурятского автономного округа, который вследствие объединения с Читинской областью утратил статус субъекта федерации в 2008 году.
Агинский Бурятский округ охватывает часть земель исторически сложившегося расселения агинских бурят. Округ занимает центрально-южное положение в восточном Забайкалье, располагаясь в междуречье крупных рек Онона и Ингоды.
Административный центр — посёлок городского типа Агинское.
Площадь территории округа — 19 592 км². Численность населения на 2014 год — 76 793 чел., из которых 62,5 % — буряты, 35,1 % — русские, 2,4 % — представители других национальностей. Удельный вес городского населения — 39,2 %.

## История
Первое административное учреждение в составе России на территории современного Агинского Бурятского округа возникло в 1780 году. 
Агинское ведомство
В 1822 году в соответствии с «Уставом об управлении инородцами» в Забайкалье были учреждены степные думы. Буряты занимавшие земли Восточного Забайкалья сначала входили в ведомство Хоринской степной думы. Однако из-за их значительной удаленности от центра Хоринской степной думы в 1839 году было создано отдельное ведомство Агинской степной думы. Степная дума осуществляла административные хозяйственные, судебные функции.
Упразднение самоуправления и национальное движение
В начале XX века в районах проживания агинских бурят была проведена административная реформа. В 1903 году, в соответствии с «Временным положением об устройстве общественного управления и суда кочевых инородцев Забайкальской области», произошло разделение территории упразднённого ведомства Агинской степной думы на Агинскую и Цугольскую инородческие волости. Данные изменения в системе управления вызвали негативную реакцию у населения, сопровождавшуюся отказом от выборов новых должностных лиц. Попытка властей Забайкальской области установить новую администрацию путём назначения привела к массовым волнениям среди агинцев. О негативном отношении агинских бурят к введению волостной реформы свидетельствует донесение некоего Линхово Санжиева. Он описывал события в Агинском селении 4 января 1904 г., когда толпа из более двухсот человек вынуждала должностных лиц, назначенных по приказу военного губернатора, отказаться от должностей и присоединиться к протесту против введения волостной реформы. 5 января 1904 году он просил крестьянского начальника освободить его от занимаемой должности помощника волостного старшины в связи с угрозами физической расправы со стороны противников реформы. В ходе реформы были приняты репрессивные меры в отношении лиц, оказавших сопротивление её введению. Одни были подвергнуты аресту и заключены в Читинскую тюрьму, другие высланы за пределы области.
После Февральской революции 1917 года на территории расселения агинских бурят был создан Агинский аймак (уезд). В апреле 1917 года представители агинцев приняли участие в работе органов бурятской национальной автономии. Установление в Забайкалье власти белых под командованием Г. М. Семёнова привело к вооружённым столкновениям между подчинявшимися ему белогвардейскими отрядами Дугара Тапхаева и соединениями красноармейцев. В 1920 году Тапхаев был разгромлен частями Красной армии.
Агинский аймак

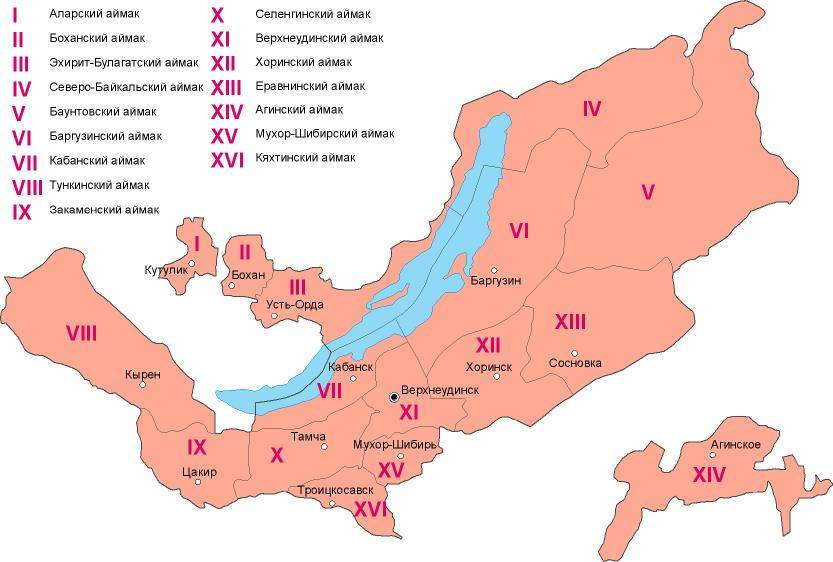
Бурят-Монгольская АССР до её раздела 1937 г.

В апреле 1921 года Агинский аймак вошёл в образованную на территории Дальневосточной республики Бурят-Монгольскую автономную область, которую в мае 1923 года объединили с созданной в январе 1922 года в пределах Иркутской губернии одноимённой автономную областью в одну Бурят-Монгольскую АССР. В конце 1920-х годов на территории проживания агинских бурят развернулась коллективизация, вызвавшая радикальному трансформацию их хозяйства и быта. Коллективизация в Агинском аймаке сопровождалась экономическими санкциями и политическими репрессиями против населения.

Агинский Бурятский автономный округ

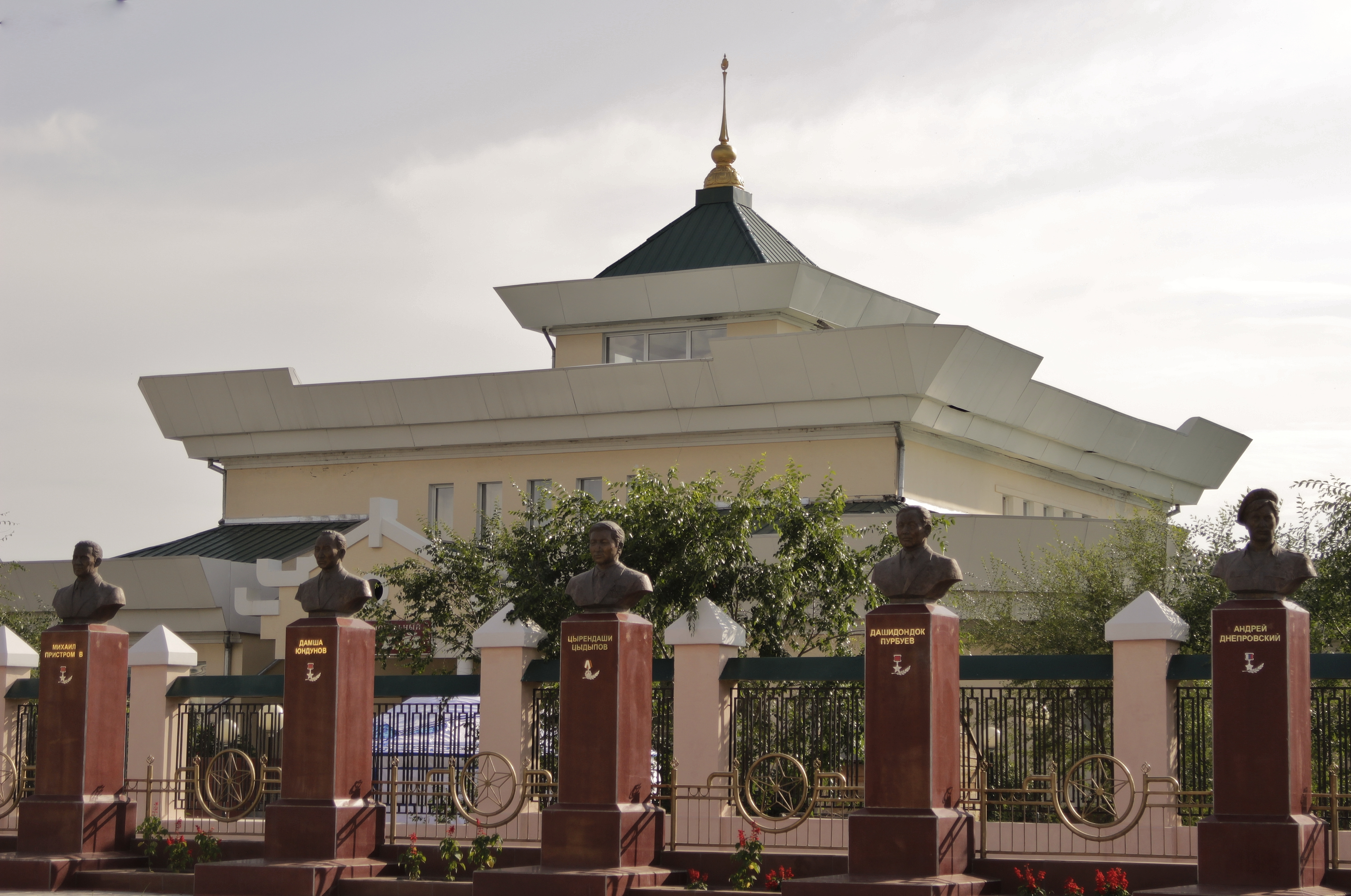
Агинский краеведческий музей. Июль 2012

В 1937 году при разделении Восточно-Сибирской области на Иркутскую и Читинскую области из состава Бурят-Монгольской АССР были выделены Агинский (в составе Читинской области) и Усть-Ордынский (в составе Иркутской области) бурят-монгольские национальные округа, при этом часть земель округов была передана соседним областям.

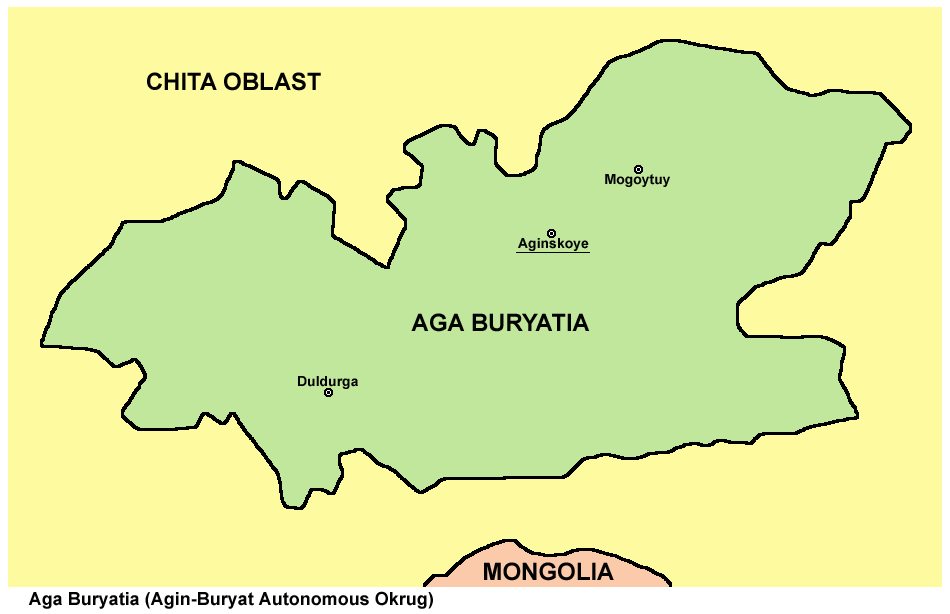

Основным сектором народного хозяйства Агинского Бурятского автономного округа в послевоенные годы оставалось сельское хозяйство. Сельскохозяйственное производство развивалось на базе традиционной специализации коренного населения — животноводства. Несмотря на преобладание сельского хозяйства, в округе получила распространение добывающая и обрабатывающая промышленности. По сравнению с другими регионами экономика Читинской области и Агинского округа получала минимум инвестиций, крупные проекты ресурсного освоения и развития инфраструктуры реализовывались в других сибирских регионах. Агинский Бурятский автономный округ как аграрная периферия Читинской области отличался ещё большей недоинвестированностью и слаборазвитостью.
В 1990-е годы в связи с радикальными политическими изменениями в стране в округе возникла новая структура управления. Реформирование экономики привело к спаду производства, снижению уровня жизни населения. В Агинском округе кризис проявился в сильном спаде агросектора и утрате рынка сбыта сельхозпродукции, округ был в 1990-е годы одним из беднейших регионов страны, став к 1999 году самым бедным регионом России.
Через некоторое время после получения статуса субъекта Российской Федерации в округе начался экономический рост. 
Упразднение автономии и образование Забайкальского края
Объединять регионы начали в 2004 году формально — по инициативе регионов. Принятие Федерального закона № 131, ограничившего бюджетную самостоятельность автономных округов, сделало объединение почти неизбежным. Таким образом инициатива объединения округа с областью фактически исходила из Москвы. Укрупнение регионов являлось одной из ступеней по централизации наряду с упразднением прямых выборов глав регионов и созданием федеральных округов.
Предварительная работа по объединению Агинского Бурятского автономного округа и Читинской области была начата на уровне властей регионов в апреле 2006 года. Глава администрации Агинского Бурятского АО Баир Жамсуев, Губернатор Читинской области Равиль Гениатулин, Главы региональных парламентов Анатолий Романов и Даши Дугаров обратились с письмом к Президенту России Владимиру Путину, и 17 ноября 2006 года он поддержал эту инициативу.
Главным аргументом в пользу объединения объявлялось ускорение экономического развития в слаборазвитых округов за счёт поглощения более сильным субъектом федерации, а также неспособность руководства автономных округов изменить социально-экономическое положение своих регионов.
Обе причины не касались Агинского Бурятского автономного округа:
Во-первых, так называемая «материнская» территория сама относится к депрессивным и даже стагнирующим на протяжении долгого времени регионам. А бюджетная обеспеченность округа на душу населения составляла 42 тысячи рублей, а области — 15 тысяч. Агинский округ опережает все прибайкальские регионы по инвестициям и жилищному строительству на душу населения. Уровень безработицы с 23 % в 2001 году упал до 8 % в 2005 году. Улучшение экономических условий выразилось в том, что в Агинском округе, в единственном прибайкальском регионе, с 2003 года наблюдалось положительное сальдо миграции.
Во-вторых, власти автономного округа в последние годы добились значительных успехов в социально-экономическом развитии и резком снижении дотационности бюджета с почти 90 % в 2000 году до 20 % в 2005, что особенно заметно на фоне других округов и Читинской области. С 2002 года руководству округа удалось провести удачные институциональные реформы и взять рекорд по темпам промышленного роста среди прибайкальских регионов. В 2005 году рост составил 118 % к предыдущему году. Валовый региональный продукт составил в 2005 году 3,46 млрд рублей, увеличившись к 2001 году на 53 %. Округ восстановил промышленность до 68 % от уровня 1990 года (очень приличный уровень по СФО), тогда как Читинская область уходит за грань деиндустриализации — 34 % от 1990 года. Объединение также не имело смысла в контексте ресурсного освоения, так как перспективные районы добычи сырья находятся на территории собственно Читинской области.
Кто придумал идею слияния Агинского округа и Читинской области, тот либо просто не знает обстановки и значения округа, либо преследует вредительские цели. Другими причинами невозможно объяснить это настойчивое стремление уничтожить, стереть с карты Агинский округ. Пока что вопросом развития Забайкалья руководят абстрактные идеи. Кому-то пришло в голову, что хорошо бы для «удобства управления» и «выравнивания условий» объединить область и округ. Но если рассмотреть реальное положение дел и реальные перспективы, то нужно выступить против объединения именно по управленческим и экономическим причинам. Присоединение худо-бедно растущего Агинского округа к депрессивной Читинской области — это разрушение всего Забайкалья, уничтожение минимальных шансов на развитие. Это настоящий забайкальский разгром. 
Согласно агитационным материалам к референдуму по объединению Читинской области и Агинского Бурятского автономного округа, сформулированы 12 тезисов:
1. объединение — это путь к ускоренному социально-экономическому развитию региона и улучшению уровня жизни населении;
2. был ли смысл в размежевании? В 1992 г. нас разделили не спрашивая хотим мы этого или нет?
3. положительный исторический пример: расцвет Агинского Бурятского автономного округа в результате образования Читинской области в 1937 г.;
4. отсутствие границ с иными субъектами Российской Федерации;
5. 40 % населения округа — русскоязычные жители; 30 % всех бурят Восточного Забайкалья проживает за пределами Агинского Бурятского автономного округа;
6. единое экономическое пространство;
7. объединение для Читинской области — это:
  1. сбалансированный бюджет; продовольственная безопасность;
  2. продовольственная безопасность
  3. единая региональная политика развития внешнеэкономической деятельности;
  4. снижение показателя естественной убыли населения;
8. объединение для Агинского Бурятского автономного округа — это:
  1. единый региональный оптовый продовольственный рынок;
  2. повышение прибылей сельскохозяйственных организаций;
  3. улучшение здравоохранения;
  4. активное участие в освоении природных богатств Забайкалья;
  5. возможность уменьшения безработицы за счёт работы в организациях Читинской области;
  6. увеличение возможностей карьерного роста бурятской молодёжи;
9. укрупнение, единение, развитие;
10. объединение сил для успешного рывка в социально-экономическом развитии;
11. увеличение инвестиций в реализацию национальных проектов;
12. повышение уровня жизни населения".[9]

Особо выделялись различные экономические выгоды при положительном исходе референдума.
Референдум об объединении состоялся 11 марта 2007 года.

Жители Агинского Бурятского автономного округа и Читинской области отвечали на вопрос:
«Согласны ли вы, чтобы Читинская область и Агинский Бурятский автономный округ объединились в новый субъект Российской Федерации — Забайкальский край, в составе которого Агинский Бурятский автономный округ будет являться административно-территориальной единицей с особым статусом, определяемым уставом края в соответствии с законодательством Российской Федерации?»
В Агинском Бурятском автономном округе за объединение высказались 94 % (38 814 избирателей), против — 5,16 % (2129 избирателей), в референдуме приняли участие 82,95 % избирателей округа.
В Читинской области за объединение высказались 90,29 % (535 045 избирателей), против — 8,89 % (52 698 избирателей), в референдуме приняли участие 72,82 % избирателей области.
23 июля 2007 года Президент России Владимир Путин подписал федеральный конституционный закон «Об образовании в составе Российской Федерации нового субъекта Российской Федерации в результате объединения Читинской области и Агинского Бурятского автономного округа», принятый Государственной думой 5 июля 2007 года. и одобренный Советом Федерации 11 июля 2007 года.
Агинский Бурятский округ
Хотя при объединении округа с областью специально оговаривалось, что Агинский Бурятский автономный округ будет преобразован в административно-территориальную единицу с особым статусом, к 2016 году закон об особом статусе краевым законодательным собранием так и не был принят.

Прошло уже 8 лет, а закон по-прежнему не принят, это уже неприлично. Понятно, что сейчас округ живёт за счёт подушки, которая была наработана во время автономии, но ведь людям был обещан особый статус. Я считаю, что краевым властям нужно либо ускорить принятие закона, либо признать, что жителей округа обманули.— Жамсуев назвал неприличным непринятие обещанного Агинскому округу закона об особом статусе. www.chita.ru. Дата обращения: 24 февраля 2016.
При проведении опроса проведённого в 2012 году жители Агинского Бурятского округа и Забайкальского края ответили следующим образом на вопросы:
- «Если бы сейчас состоялся референдум по тому же вопросу, то как бы Вы голосовали?»

| Ответы               | Население Забайкальского края без АБО, % | Население АБО, % |
| За                   | 58.3                                     | 16.7             |
| Против               | 11.3                                     | 66.7             |
| Не голосовал(а) бы   | 6.4                                      | 1,1              |
| Затрудняюсь ответить | 24                                       | 8.9              |
| -------------------- | ---------------------------------------- | ---------------- |

- «Принимали ли Вы участие в голосовании на референдуме по объединению Читинской области и Агинского Бурятского автономного округа?». Только 75,6 % населения Агинского округа ответило, что принимало участие в референдуме, что несколько ниже официальных данных в 82,95 %.
- «Если Вы принимали участие в референдуме, то каким был Ваш выбор?». «За» голосовали 65,6 % агинчан, 12,4 % против, а 22 % не помнили, за что голосовали (в бывшей Читинской области «не помнили» — 7,4 %).
- «Какие перемены, на Ваш взгляд, произошли в результате объединения Читинской области и Агинского Бурятского автономного округа?». Более чем половины опрошенных жителей «бывшей» Читинской области изменений в результате образования Забайкальского края не произошло, в то время как жители Агинского Бурятского округа отмечают перемены к худшему во всех сферах общественной жизни, особенно ухудшение отмечается в наличии рабочих мест, миграции населения, величине заработной платы, промышленности, количестве бюрократических процедур.

По результатам опроса авторами опроса был сделан вывод, что население округа было поставлено в положение «обманутого», а в долгосрочном плане фактическая ликвидация национальной автономии «может привести к деградации социокультурной жизни бурят, способно обострить стабильные межэтнические отношения».
В 2016 г. группа жителей Агинского округа написала коллективное письмо в адрес врио губернатора Забайкальского края Натальи Ждановой и руководства регионального отделения партии «Единая Россия». В письме указывалось, что при подготовке к референдуму в регионе отсутствовали агитационные материалы, отстаивающие альтернативную точку зрения, широко использовались заявления, выраженные в категорической форме и утверждающие об уверенном оптимистическом будущем объединённого региона. Также было указано на присутствие завуалированных угроз экономического характера в отношении региона, который сохранит статус субъекта федерации. Кроме того, было отмечено ухудшение социально-экономического положения жителей округа и связанная с этим массовая эмиграция за его пределы. Было указано на то, что до сих пор не был принят обещанный закон об «особом статусе» прежней автономии, также была выражена обеспокоенность тем, что при принятии закона он не будет обеспечен финансовой основой.

## Природа
Округ занимает центрально-южное положение в восточном Забайкалье, располагаясь в междуречье крупных рек Онона и Ингоды.

### Рельеф
Территория округа расположена в пределах низко-среднегорного рельефа. Вся северная часть занята Могойтуйским хребтом со средней высотой 950—1000 метров (гора Барун — 1124 м). На северо-востоке простирается Урокайский хребет и отроги Борщовочного хребта (г. Урокай — 975 м). В центре монументально возвышается гора Хан-Ула (Царь гора — 917 м). На правом берегу реки Онон, в отрогах Адон-Челона простирается хребет Кетуй-Нуру (863 м).
Около села Уронай располагается самое низкое место с отметкой 603 м. Самым высоким местом является Алханайский горный массив, с вершиной — горой Алханай — 1663 м. Вторым по высоте является Даурский хребет с вершиной Хара-Хуши — 1521 м, и в Черском хребте гора Кедровая грива — 1327 м.
Живописным горным массивом является Саханайский (г. Саханай — 1235 м и Ело — 1196 м), который тянется на юг и юго-восток и переходит в горы Барун-Ундур (1152,4 м) и Зун-Ундур (1166,7 м).
Вся южная территория округа занята обширной Ононско-Агинской увалисто-холмистой высокой равниной со средними высотами 650—750 метров. На юге её ограничивают невысокие горы Малый Батур и Большой Батур, на западе гора Будалан (950 м) и на севере гора Сокто-Ула (1066 м).
Местное коренное население испокон веков выделяет природную устойчивость рельефа и использует высокие места как молитвенные и священные — «обо». К ним относятся Алханай, Барун-Ундур, Большой Батур, Амитхаша, Сахюрта, Хан-Ула, Будалан, Адон-Челон, Хойто-Ага и др.
Рельеф понижается с запада на восток и с севера на юг. Под воздействием внешних сил происходит интенсивное разрушение всех форм рельефа. Изредка наблюдаются землетрясения силой 4-7 баллов.

### Внутренние воды

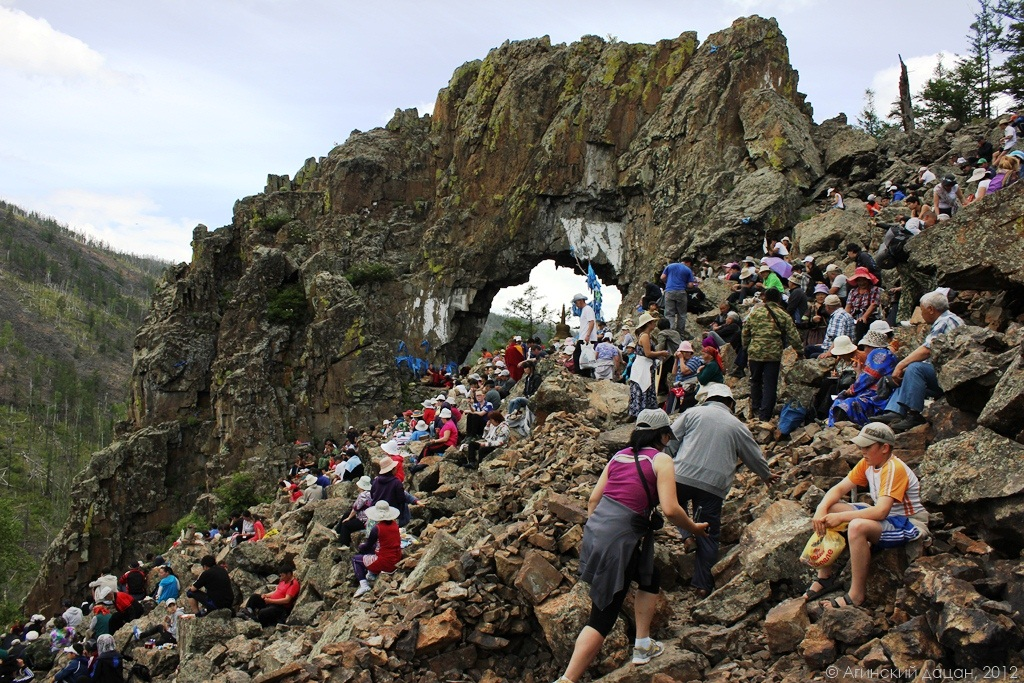
Национальный парк «Алханай»

Водные ресурсы округа представлены сетью крупных и мелких рек, многочисленными озёрами и минеральными источниками. В основном все реки относятся к Амурскому бассейну, небольшая часть образует бессточную область. Многие реки являются притоками крупных рек Читинской области. Так правые притоки Ингоды — Оленгуй, Тура. Крупные левые притоки реки Онон — Иля и Ага. Река Ага берёт начало после слияния двух водотоков — Хойто-Аги и Урдо-Аги, протекая по Дульдургинскому, Агинскому, Могойтуйскому и Шилкинскому районам, общей длиной 167 км. Площадь бассейна 8000 км². Бассейн реки относится к дальневосточному типу с резким преобладанием дождевого стока. Ширина реки 10-30 м, притоков 5-10 м. Самой крупной рекой округа является река Онон, по которой проходит южная граница округа. В пределах округа река Онон является типичной равнинной рекой. Питание в основном атмосферными осадками. Примерно половина годового стока реки приходится на июль и август. В этот период чаще всего отмечаются паводки. Большие наводнения были в 1988 и 1998 годах. Ширина русла 80 — 130 м, глубина 1,5-3,5 м, скорость течения 1-1,2 м/с. На основании экспедиционных исследований в округе насчитывается более 100 крупных и мелких озёр.

### Почвы

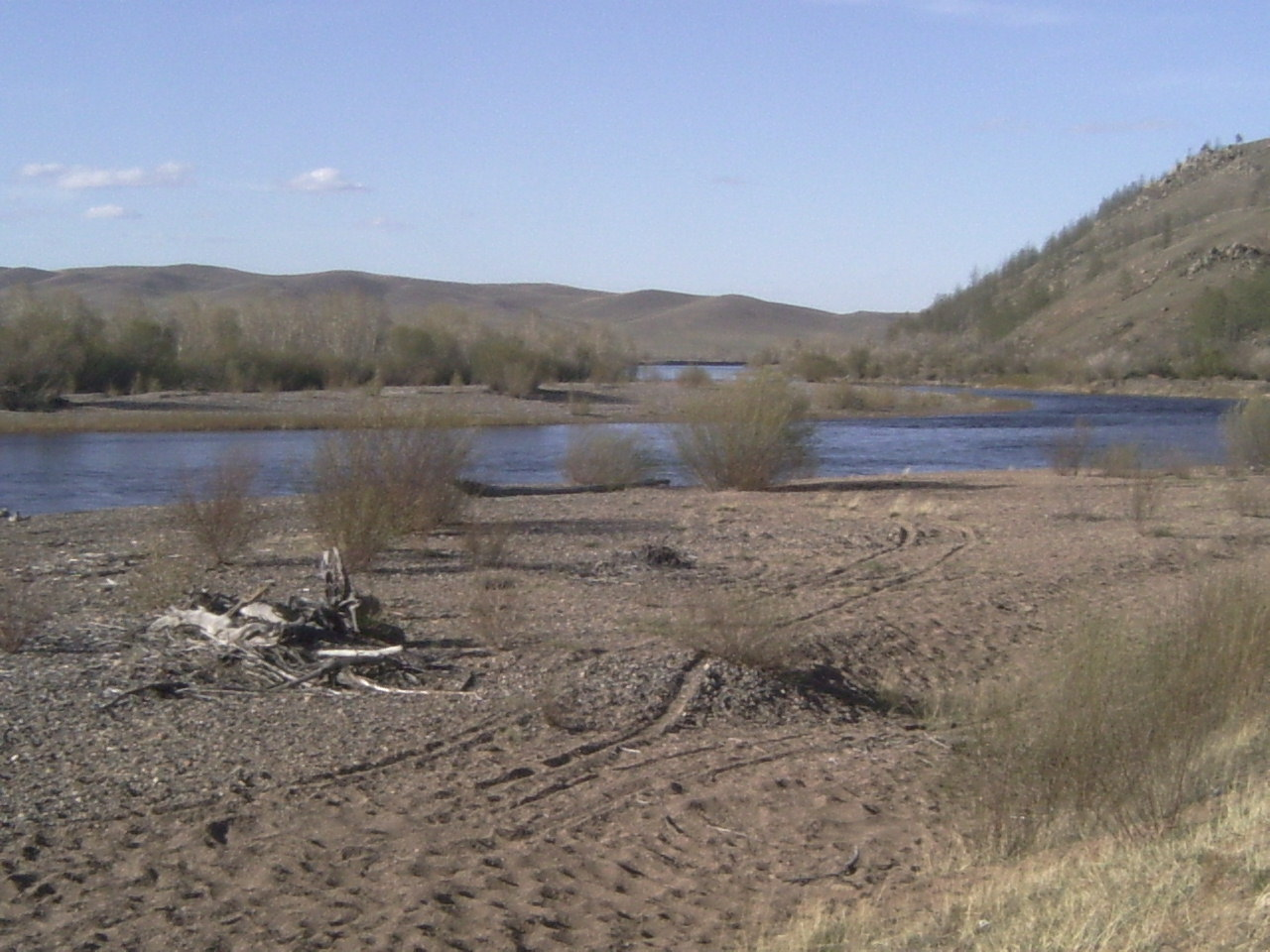
Река Онон

Почвенный покров сельскохозяйственных угодий в основном представлен чернозёмом (32,5 %) и каштановыми (36,5 %) почвами. Каштановые почвы больше распространены в Агинском районе (62,7 %). Наиболее мощные и характерные чернозёмы распространены в Могойтуйском районе — более 60,5 %. Также широко распространены серые лесные почвы, лугово-каштановые, лугово-болотные, солончаковые, дерново-таежные, супесчаные и суглинистые. Почвы Агинской степи в целом довольно плодородные и при внесении минеральных и органических удобрений, правильной системе их обработки способны давать хорошие и устойчивые урожаи зерновых и кормовых культур.

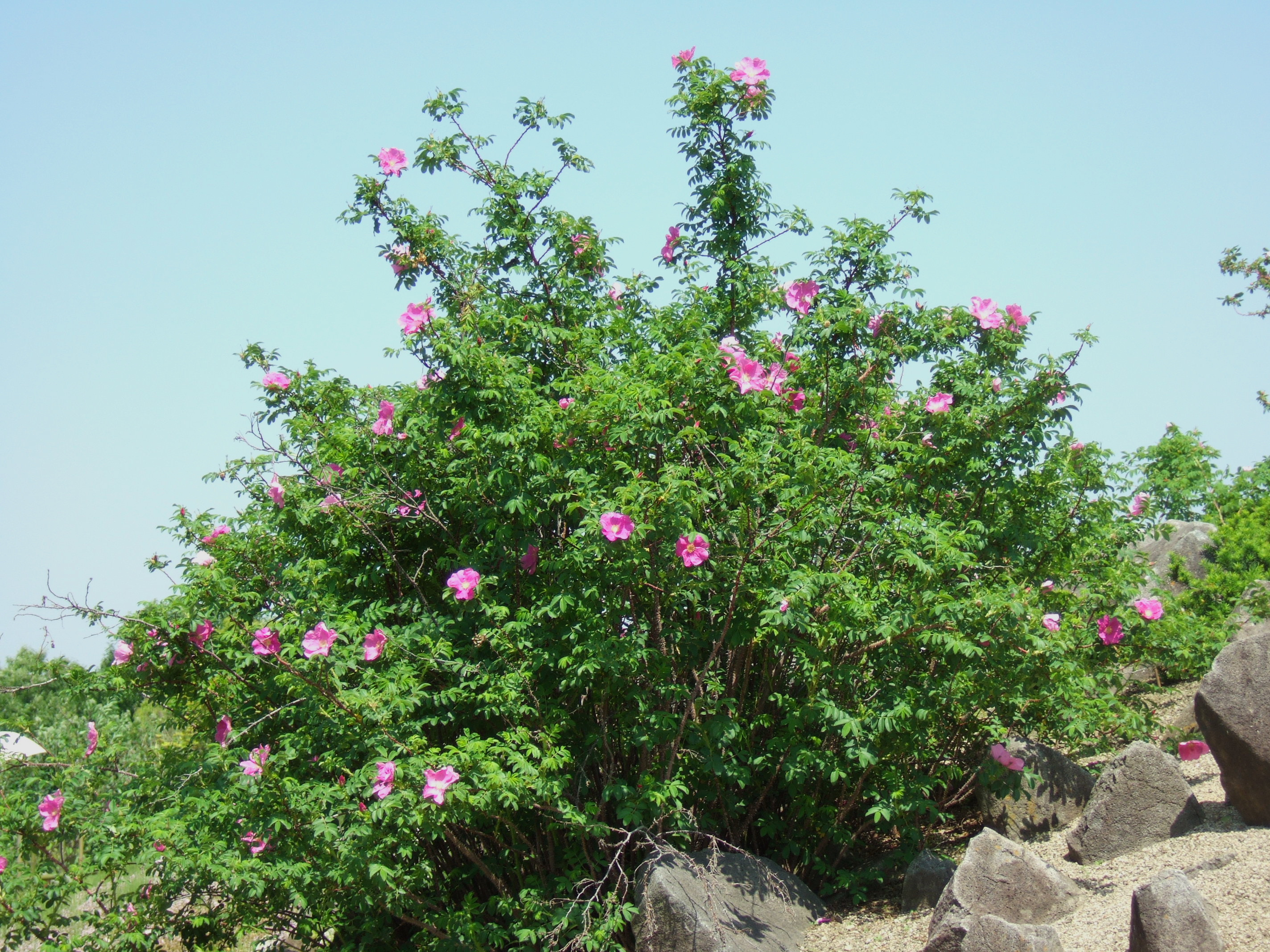
Даурская роза в период цветения

### Растительность
Для растительности характерны лиственничные леса, сосняки и березняки. Обычны кустарниковые заросли. На степных участках господствуют леймусово-типчаковые и холодно-полынные степи. Склоны сопок заняты леймусовыми, вострецовыми, типчаковыми, пижмовыми, житняковыми и ковыльными степями. По долинам рек обычны желтолилейные, разнотравные и стоповидно-осоковые ассоциации. На засоленных почвах — мечевидно-ирисовые сообщества.

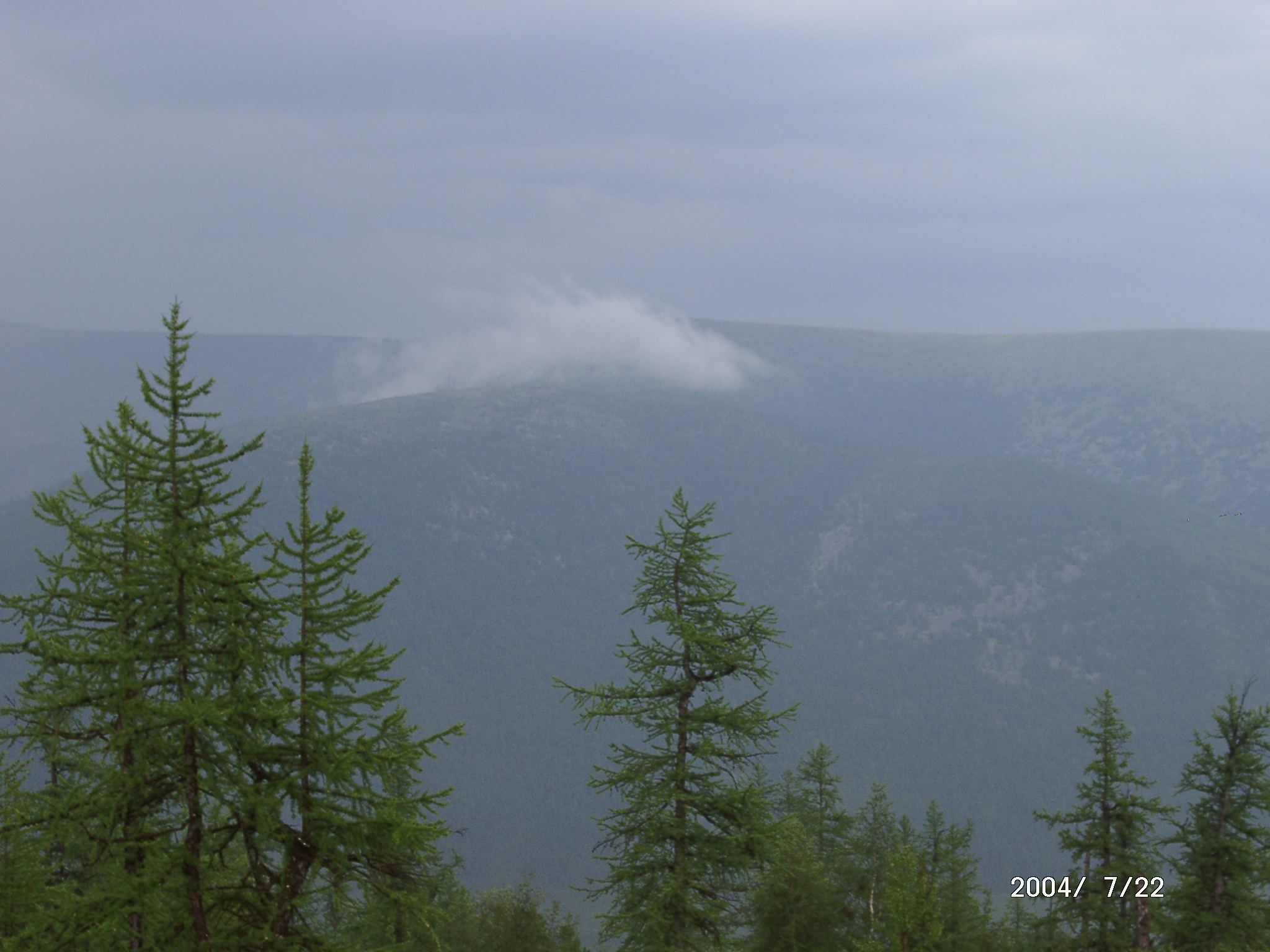
Лиственница сибирская

Северная часть Агинских степей необычна как в отношении рельефа, так и в отношении растительного покрова: степи изборождены грядами гор и холмов, чередующихся с довольно узкими долинами, а участки степных формаций местами сменяются лесными.

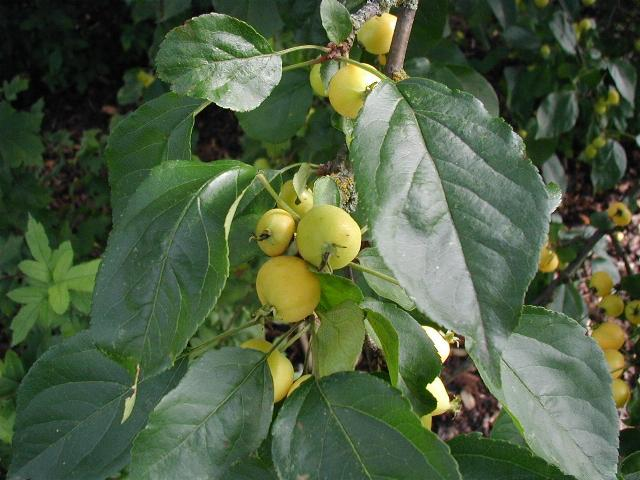
Яблоня сибирская ягодная

Леса сосредоточены в основном в северной и западной части территории округа и состоят из немногих пород: лиственницы даурской, сосны обыкновенной, кедра сибирского, ели сибирской, пихты сибирской, берёзы плосколистной и осины.
В смешанных лесах преобладает берёза. Хвойные леса произрастают на западе, а в Кункурской степи растёт островной реликтовый Цасучейский бор — «Цырик-Нарасун» (сосновое войско), где господствует сосна Крылова. Редко стоящие одиночные деревья, как в саванне, со своеобразным степным сообществом не имеющие аналогов в обычных степях, поэтому сосновый бор необходимо сохранить для будущих поколений.
Подлесок образован немногочисленными породами: берёзой кустарниковой, рододендроном даурским, шиповником, кизильником черноплодным, таволгами, рябинником, лапчаткой. Встречаются красная смородина и часто костяника, земляника, голубика, брусника, болотный багульник, жимолость.
В смешанных лесах округа насчитывается более сотни видов травянистых растений, среди которых много чисто степных видов.
Склоны южной экспозиции — обыкновенно каменистые склоны гор и холмов Агинских степей или совершенно лишены древесной растительности или покрыты кустарником, главным образом спиреей, ильмом, абрикосом сибирским.
Единичные экземпляры по сопкам отмечаются крушина, яблоня Палласа. По долинам рек — черёмуха, боярышник, тараношка, тополь лавренистный и др. В северной части встречаются небольшие осоковые болота, совершенно отсутствующие в южной.

Луга представлены вострецовыми, пикульниковыми реже чиевыми формациями.

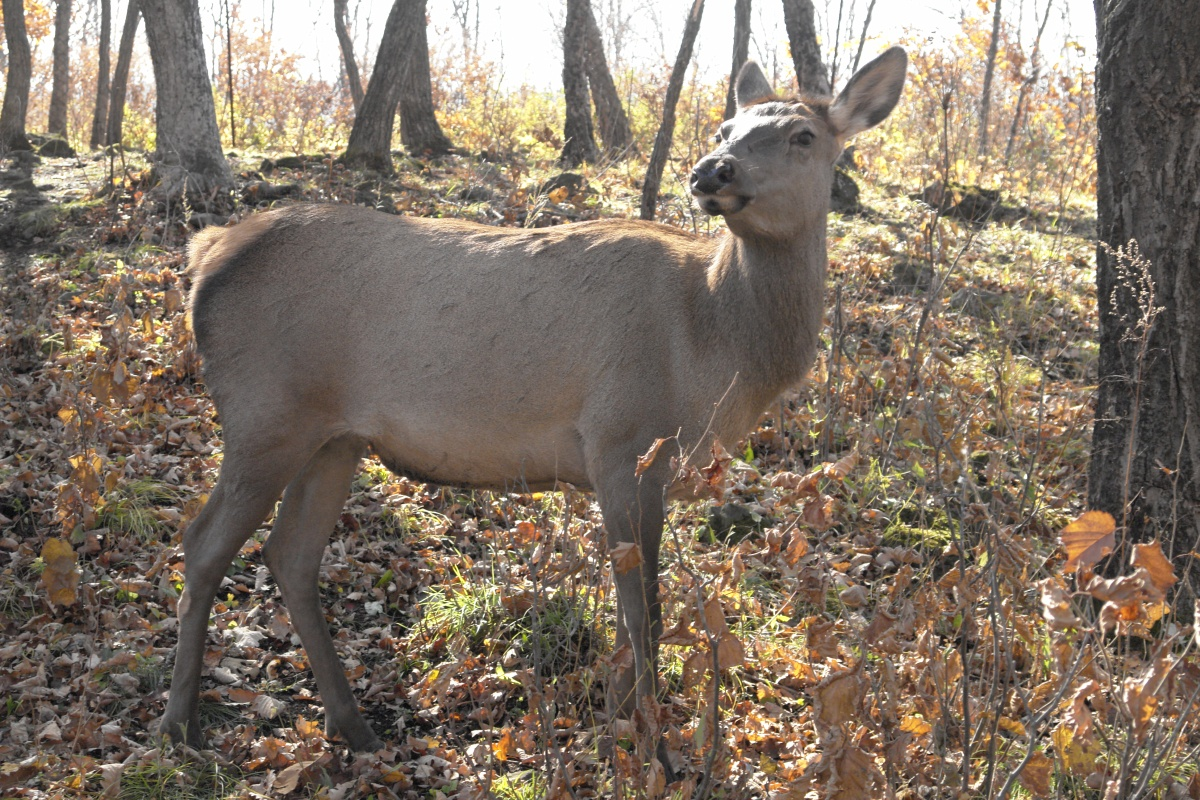
Изюбр. Агинский Бурятский округ

Преобладающие растения округа приспособлены к холодному и сухом климату, краткому вегетативному периоду с отсутствием засухи в середине лета. Для степей характерен разреженный низкорослый травостой с мощно развитой корневой системой. В округе произрастает много ценных растений: лекарственных, технических, кормовых, которые необходимо рационально использовать.
Растительность округа богата и насчитывает по новым исследованиям более 700—800 видов.

### Животный мир

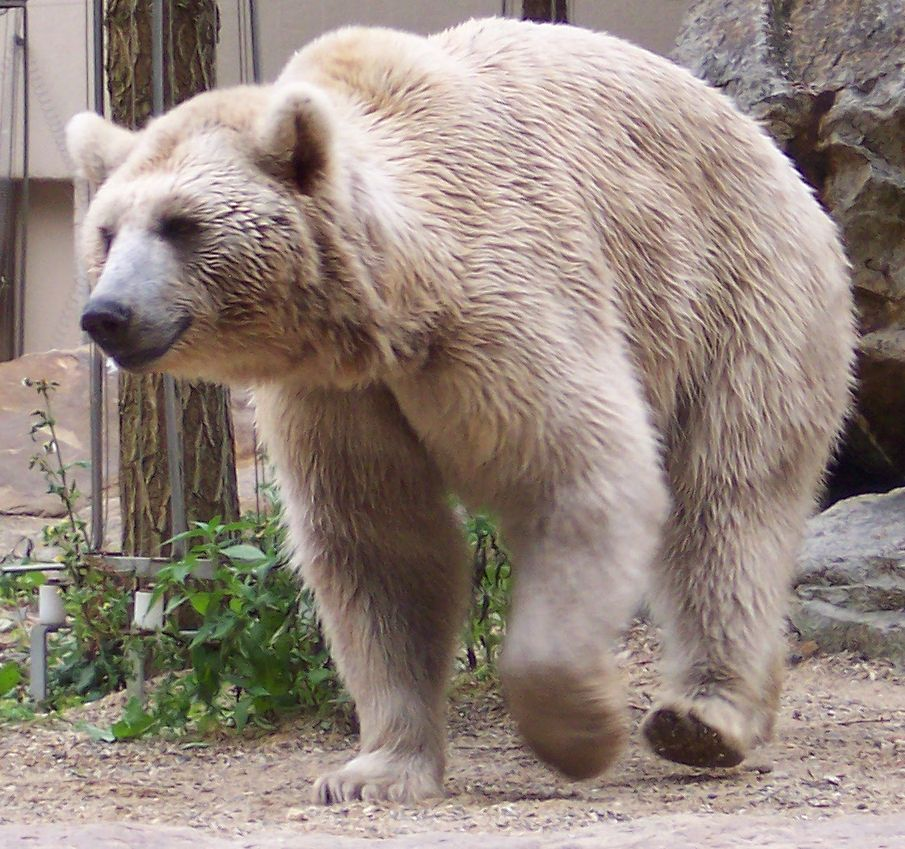
Сибирский медведь

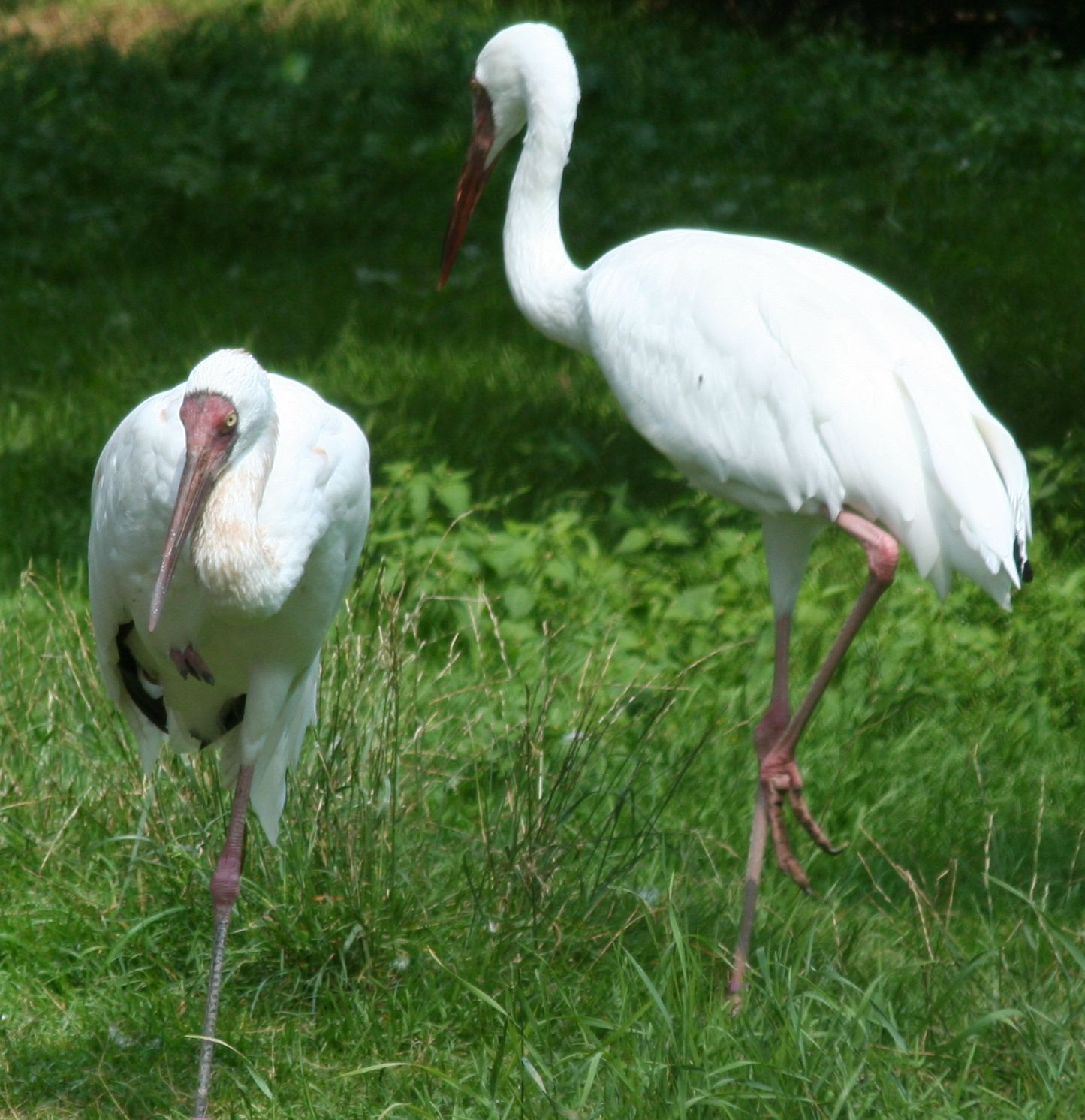
Пара стерхов

По учёту численности охотничьих животных в горной лесостепи и тайге обитают лоси, изюбры, кабаны, косули, медведи, лисицы, волки, соболи, повсеместно в лесу обитает белка, заяц, колонок, кабарга. Много различных видов птиц: утки, гуси, журавли, дятлы и др.

Некоторые виды занесены в Красную Книгу РФ, из них можно назвать манула, даурского ежа, дрофу, степного орла, журавлей — даурского и чёрного, стерха, красавку.

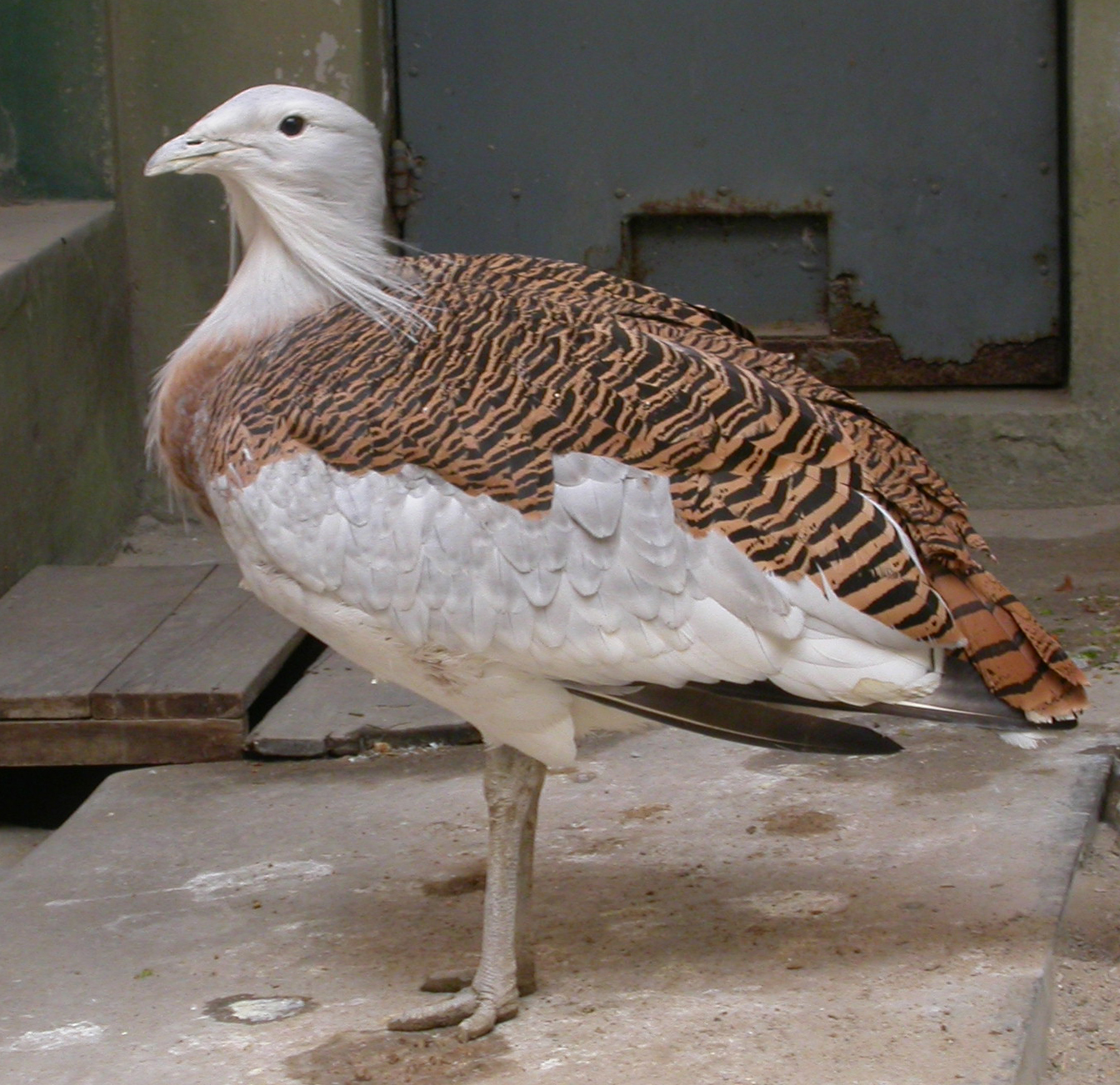
Самец дрофы. Агинский Бурятский округ

### Климат
Основной чертой климата округа является его резкая континентальность.
Распределение осадков крайне неравномерно, в основном за год выпадает 250—400 мм. Основной максимум приходится на июль — август (60-70 % годовой нормы), минимум — зимой (10-15 %). Ветры в течение года преобладают западные и северо-западные.
Зима продолжительная, с конца октября до конца марта-начала апреля.
Для весны характерно развитие зональной циркуляции, с усилением скорости ветра и возвратами холодов.
Летом усиливается циклоническая деятельность. Во второй половине лета за счёт муссонной циркуляции воздушных масс формируются южные циклоны, охватывающие интенсивными ливневыми дождями большие территории. Самым тёплым месяцем является июль.
Осень короткая (сентябрь — октябрь), с ранними ночными заморозками. В первой половине осень обычно дождливая, во второй — солнечная, сухая.
Вегетативный период — 120—150 дней. К неблагоприятным явлениям, причиняющим ущерб сельскому хозяйству, относятся сильные ветры и суховеи, засухи и наводнения, град и снегопад, экстремумы температур.

### Полезные ископаемые
На открытых в округе месторождениях насчитывается около двух десятков видов полезных ископаемых. Наиболее значительными из них являются запасы золота, висмута, тантала, вольфрама, олова, меди, молибдена, сурьмы, самоцветных камней и строительных материалов.

## Население
| 1939    | 1959    | 1970    | 1979    | 1987    | 1989    | 1990    | 1991    | 1992    | 1993    |
| ------- | ------- | ------- | ------- | ------- | ------- | ------- | ------- | ------- | ------- |
| 36 910  | ↗49 109 | ↗65 768 | ↗69 269 | ↗78 000 | ↘77 032 | ↘70 286 | ↗70 765 | ↗71 947 | ↗73 035 |
| 1994    | 1995    | 1996    | 1997    | 1998    | 1999    | 2000    | 2001    | 2002    | 2003    |
| ↗73 309 | ↘72 739 | ↘71 932 | ↘70 875 | ↗71 041 | ↗71 325 | ↘71 307 | ↘71 162 | ↗72 213 | ↗72 263 |
| 2004    | 2005    | 2006    | 2007    | 2008    | 2009    | 2010    | 2011    | 2012    | 2013    |
| ↗72 733 | ↗73 485 | ↗74 232 | ↗75 106 | ↗76 383 | ↗77 343 | ↘77 167 | ↗77 222 | ↗77 308 | ↘77 260 |
| 2014    | 2015    | 2016    | 2017    | 2018    | 2019    | 2020    | 2021    |         |         |
| ↘76 793 | ↘76 557 | ↘76 121 | ↘75 922 | ↘75 138 | ↘74 494 | ↘74 038 | ↘69 701 |         |         |

### Демография
|      | Численность населения (тысяч) | Рождаемость | Смертность | Естественный прирост | Уровень рождаемости (на 1000) | Уровень смертности (на 1000) | Естественный прирост (на 1000) | Коэффициент фертильности |
| ---- | ----------------------------- | ----------- | ---------- | -------------------- | ----------------------------- | ---------------------------- | ------------------------------ | ------------------------ |
| 1970 | 66                            | 1 699       | 451        | 1 248                | 25,7                          | 6,8                          | 18,9                           |                          |
| 1975 | 68                            | 1 881       | 541        | 1 340                | 27,7                          | 8,0                          | 19,7                           |                          |
| 1980 | 70                            | 2 035       | 686        | 1 349                | 29,1                          | 9,8                          | 19,3                           |                          |
| 1985 | 75                            | 2 259       | 638        | 1 621                | 30,1                          | 8,5                          | 21,6                           |                          |
| 1990 | 71                            | 1 868       | 604        | 1 264                | 26,5                          | 8,6                          | 17,9                           |                          |
| 1991 | 71                            | 1 647       | 591        | 1 056                | 23,1                          | 8,3                          | 14,8                           |                          |
| 1992 | 72                            | 1 518       | 655        | 863                  | 20,9                          | 9,0                          | 11,9                           |                          |
| 1993 | 73                            | 1 435       | 759        | 676                  | 19,6                          | 10,4                         | 9,2                            | 2,76                     |
| 1994 | 73                            | 1 429       | 864        | 565                  | 19,6                          | 11,8                         | 7,7                            | 2,72                     |
| 1995 | 72                            | 1 338       | 738        | 600                  | 18,5                          | 10,2                         | 8,3                            | 2,57                     |
| 1996 | 71                            | 1 174       | 765        | 409                  | 16,4                          | 10,7                         | 5,7                            | 2,30                     |
| 1997 | 71                            | 1 115       | 698        | 417                  | 15,7                          | 9,8                          | 5,9                            | 2,19                     |
| 1998 | 71                            | 1 182       | 722        | 460                  | 16,6                          | 10,1                         | 6,5                            | 2,29                     |
| 1999 | 71                            | 1 163       | 771        | 392                  | 16,3                          | 10,8                         | 5,5                            | 2,22                     |
| 2000 | 71                            | 1 098       | 838        | 260                  | 15,4                          | 11,8                         | 3,6                            | 2,08                     |
| 2001 | 71                            | 1 171       | 841        | 330                  | 16,4                          | 11,8                         | 4,6                            | 2,21                     |
| 2002 | 72                            | 1 197       | 886        | 311                  | 16,6                          | 12,3                         | 4,3                            | 2,26                     |
| 2003 | 73                            | 1 229       | 840        | 389                  | 16,9                          | 11,6                         | 5,4                            | 2,28                     |
| 2004 | 73                            | 1 222       | 900        | 322                  | 16,8                          | 12,4                         | 4,4                            | 2,20                     |
| 2005 | 73                            | 1 234       | 901        | 333                  | 16,9                          | 12,3                         | 4,6                            | 2,12                     |
| 2006 | 73                            | 1 330       | 885        | 445                  | 18,1                          | 12,0                         | 6,1                            | 2,17                     |
| 2007 | 74                            | 1 543       | 817        | 726                  | 20,9                          | 11,0                         | 9,8                            | 2,43                     |
| 2008 | 75                            | 1 732       | 770        | 962                  | 23,2                          | 10,3                         | 12,9                           | 2,64                     |
| 2009 | 76                            | 1 739       | 729        | 1 010                | 23,0                          | 9,6                          | 13,3                           | 2,63                     |
| 2010 | 77                            | 1 837       | 729        | 1 108                | 23,9                          | 9,5                          | 14,4                           | 2,71                     |

### Национальный состав
Коренное население округа — буряты. В начале XX века на территории нынешнего Агинского Бурятского округа проживали в основном только буряты. На данное время доля бурят в национальном составе достигает 62,5 %. Также проживают в округе русские (35,1 %), эвенки (0,2 %), украинцы, татары, башкиры и представители других национальностей. 
По данным всероссийской переписи населения 2010 года самый большой процент доли бурят среди населения муниципальных образований Агинского Бурятского округа был в городском округе «Посёлок Агинское» и составлял 74,3 % (самая большая доля бурят в муниципальных районах и городских округах России). В Агинском районе доля бурят составляла 67 %, в Могойтуйском — 63,5 %, Дульдургинском — 57,3 %.
Национальный состав населения:
| Народ    | 1959   | 1970   | 1979   | 1989   | 2002   |
| -------- | ------ | ------ | ------ | ------ | ------ |
| буряты   | 47,6 % | 50,4 % | 52,0 % | 54,9 % | 62,5 % |
| русские  | 48,6 % | 44,0 % | 42,1 % | 40,8 % | 35,1 % |
| татары   | …      | 1,6 %  | 1,2 %  | …      | …      |
| украинцы | …      | 1,2 %  | 1,2 %  | …      | …      |
| калмыки  | 1,1 %  | …      | …      | …      | …      |

Округ относится к регионам России с низким уровнем урбанизированности. Основная часть его населения проживает в сельской местности, на долю горожан приходится всего 32 %. В последнее время на территории Агинского Бурятского округа наблюдается увеличение численности населения поселков, к примеру с 1989 по 2011 население п. Агинское увеличилось на 43 %, а п. Могойтуй на 35 %.

### Религиозный состав
Конфессионально население округа делится на две основные группы: бурят, исповедующих буддизм, и русских — православных. В округе действуют крупные Агинский и Цугольский дацаны, построенные в XIX веке, а также два православных храма — Свято-Никольский и Свято-Воскресенский, храм святого равноапостольного князя Владимира.

### Населённые пункты
Населённые пункты с численностью населения более 5 тысяч человек
| Агинское  | ↘16 511 |
| Могойтуй  | ↘10 809 |
| Дульдурга | ↗6869   |

## Административное устройство

### Административное деление
Агинский Бурятский округ как административно-территориальная единица с особым статусом в рамках административно-территориального устройства края включает 3 района:
- Агинский район (32 589 чел., 2021 год[1])
  - пгт Агинское (16 511 чел.)
  - пгт Новоорловск (3084 чел.)
  - пгт Орловский (1825 чел.)
- Дульдургинский район (13 903 чел., 2021 год [1])
- Могойтуйский район (23 209 чел., 2021 год [1])
  - пгт Могойтуй (10 809 чел.)

В округе 4 посёлка городского типа и 62 сельских населённых пункта.
Всего население округа составляет 69 701 чел. (2021).
В рамках муниципального устройства на территории округа находятся 1 городской округ и 3 муниципальных района. Последние включают 3 городских и 35 сельских поселений.
- городской округ посёлок Агинское (16 595 чел.)
  - пгт Агинское
- Агинский район (15 994 чел., 2021).
  - пгт Новоорловск
  - пгт Орловский
- Дульдургинский район (13 903 чел., 2021).
- Могойтуйский район (23 209 чел., 2021).
  - пгт Могойтуй

Центром Агинского Бурятского округа является пгт Агинское, который входит в административно-территориальную единицу Агинский район, но не входит в одноимённый муниципальный район, образуя отдельный городской округ.

### Органы власти

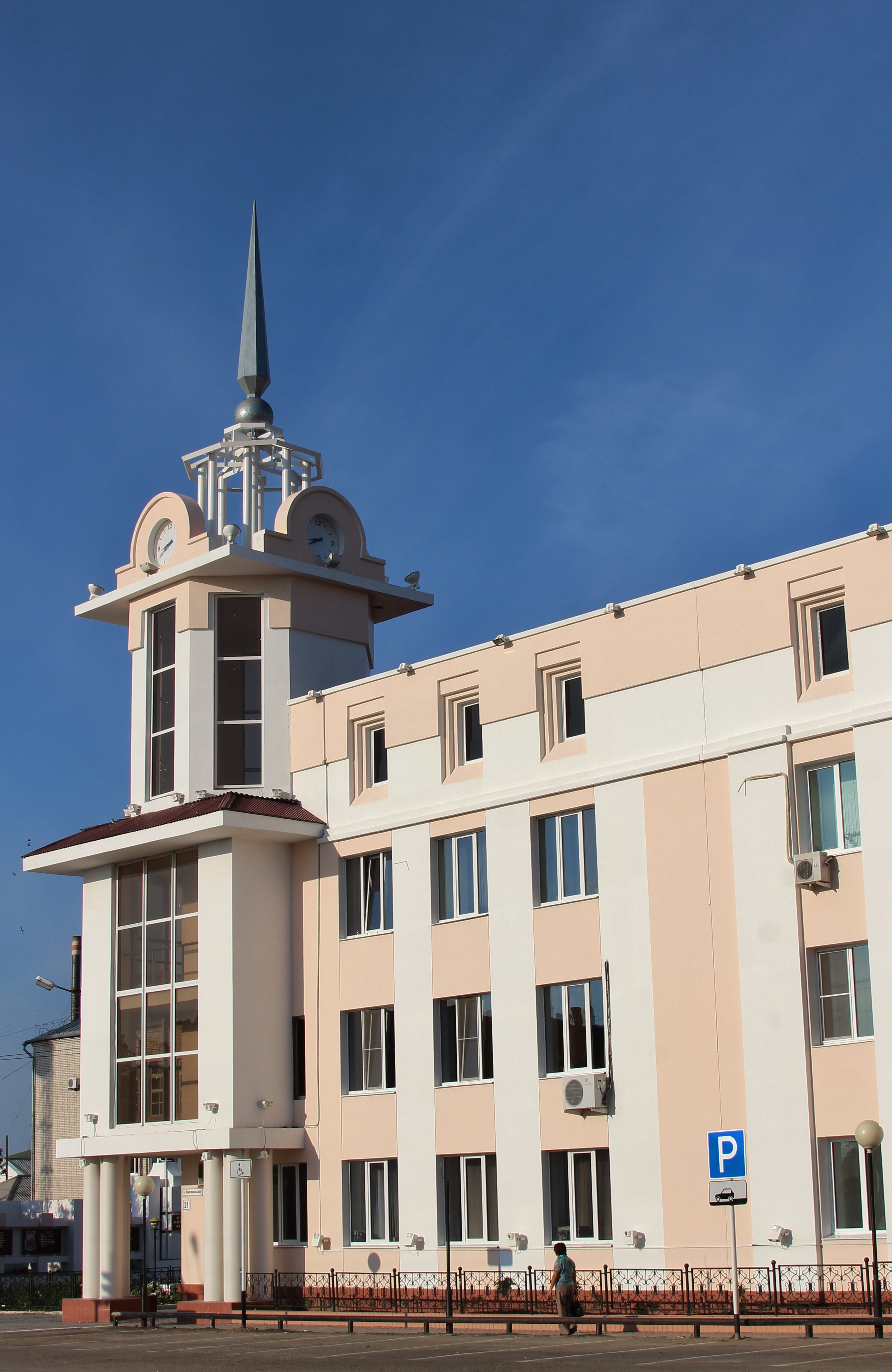
Здание администрации Агинского Бурятского округа. Июль 2012

После того как Агинский Бурятский округ утратил статус самостоятельного субъекта Российской Федерации, он сохранил некоторую самостоятельность. Агинский округ имеет свою исполнительную власть — Администрацию Агинского Бурятского округа, и законодательно-совещательный орган — Собрание представителей Агинского Бурятского округа.
Администрация Агинского Бурятского округа — это исполнительный орган государственной власти Забайкальского края, осуществляющий функции по взаимодействию с исполнительными органами государственной власти Забайкальского края и координации их территориальных органов на территории Агинского Бурятского округа.
Собрание представителей Агинского Бурятского округа является консультативно-совещательным органом Законодательного Собрания Забайкальского края и осуществляет свою деятельность в соответствии с Положением о Собрании представителей Агинского Бурятского округа и Регламентом Собрания представителей Агинского Бурятского округа и располагается в п. Агинское. Образуется на срок полномочий Законодательного Собрания Забайкальского края. Оно состоит из 15 граждан Российской Федерации по следующим нормам представительства: по 3 кандидатуры от представительных органов муниципальных районов в Агинском Бурятском округе, 2 кандидатуры от представительного органа городского округа Посёлок Агинское, 3 кандидатуры от Законодательного собрания Забайкальского края, предлагаемые Советом Законодательного Собрания Забайкальского края из состава депутатов Законодательного Собрания Забайкальского края, 1 кандидатура от Агинского окружного Совета ветеранов (пенсионеров) войны, труда, вооружённых сил и правоохранительных органов. Полномочия члена Собрания представителей могут быть прекращены досрочно в случае решения Совета Законодательного собрания Забайкальского края, соответствующего представительного органа муниципального образования, Агинского окружного Совета ветеранов (пенсионеров) войны, труда, вооружённых сип и правоохранительных органов.

### Символика Агинского Бурятского округа
23 сентября 2009 года Законодательным собранием Забайкальского края был принят закон О символах Агинского Бурятского округа исходя из преемственности исторических традиций, который установил символы Агинского Бурятского округа, их изображение, описание и порядок использования.

#### Герб
Герб Агинского Бурятского округа Забайкальского края является символом, отражающим исторические, культурные, социально-экономические, национальные и иные традиции Агинского Бурятского округа.
Был принят вскоре после образования Забайкальского края. Имеет незначительные отличия от герба Агинского Бурятского автономного округа: изменён цвет геральдического щита с бордового на синий, убрана окантовка жёлтого цвета с геральдического щита.

#### Флаг
Флаг Агинского Бурятского округа представляет собой прямоугольное полотнище состоящее из трёх равновеликих вертикальных полос, окрашенных по порядку слева направо соответственно в синий, жёлтый, белый цвет. В верхнем левом углу находится символ соёмбо.
Флаг Агинского Бурятского округа немного отличается от флага Агинского Бурятского автономного округа.

#### Гимн
Гимном Агинского Бурятского округа является музыкально-поэтическое произведение «Золотая земля- Ага» на слова Д. Оротова, с переводом на русский язык Б. Дугарова. Официальный гимн был создан незадолго до появления закона о символике Агинского Бурятского округа и не пользуется особой популярностью у народа.
На протяжении уже долгого времени с гимном Агинского Бурятского округа ассоциируется слова песни А. Бороева «Агамнай» ставший фактически неофициальным гимном Аги.

## Экономика Агинского Бурятского округа
В Агинском Бурятском округе традиционно основу экономики составляет сельское хозяйство. В сельском хозяйстве доминирует животноводство.

## Религия
До появления русских на территории Забайкалья коренными жителями этого региона являлись буряты и эвенки. Буряты придерживались своих традиционных верований. В XVII—XVIII веках шло бурное вытеснение шаманизма буддизмом. Постепенно сложилось конфессиональное различие восточных и западных бурят: восточные стали исповедовать тибетский буддизм, а западные совмещают шаманизм, буддизм и православие, либо придерживаются только шаманизма. В свою очередь, эвенки были приверженцами язычества.
Изначально Забайкалью была свойственна многоконфессиональность, и как следствие, относительная терпимость к другим вероисповеданиям со стороны властей.
Русская Православная Церковь занимала менее значимое положение, чем в традиционно православных областях России. В целом принятие бурят в российское подданство не сопровождалось их массовой насильственной христианизацией. К примеру, в 1689 году в договоре наместника Ф. А. Головина с бурятскими тайшами специально указывалось, что бурят «в православную веру … не принуждать». Однако эпизодически насильственные миссионерские акции среди бурят всё же предпринимались. Несмотря на это забайкальское православие оставалось достаточно слабым. Епископская кафедра в Чите появилась в 1894 году с образованием Забайкальской епархии. Её возглавил первый епископ Забайкальский и Нерчинский Георгий (Орлов). Реальная духовная и просветительская работа Православной Церкви началась только в начале XX века. В Бурятии эта работа была связана с противостоянием православных и бурят-буддистов. В 1914 году епископ Ефрем выступал за активную миссию среди бурят, порицал буддизм и призывал православных националистов к насильственным действиям против буддистского духовенства.
Советская эпоха превратила Бурятию в практически полностью атеизированный регион, где подпольно сохранялись лишь традиции староверия, шаманизма и буддизма

### Буддизм

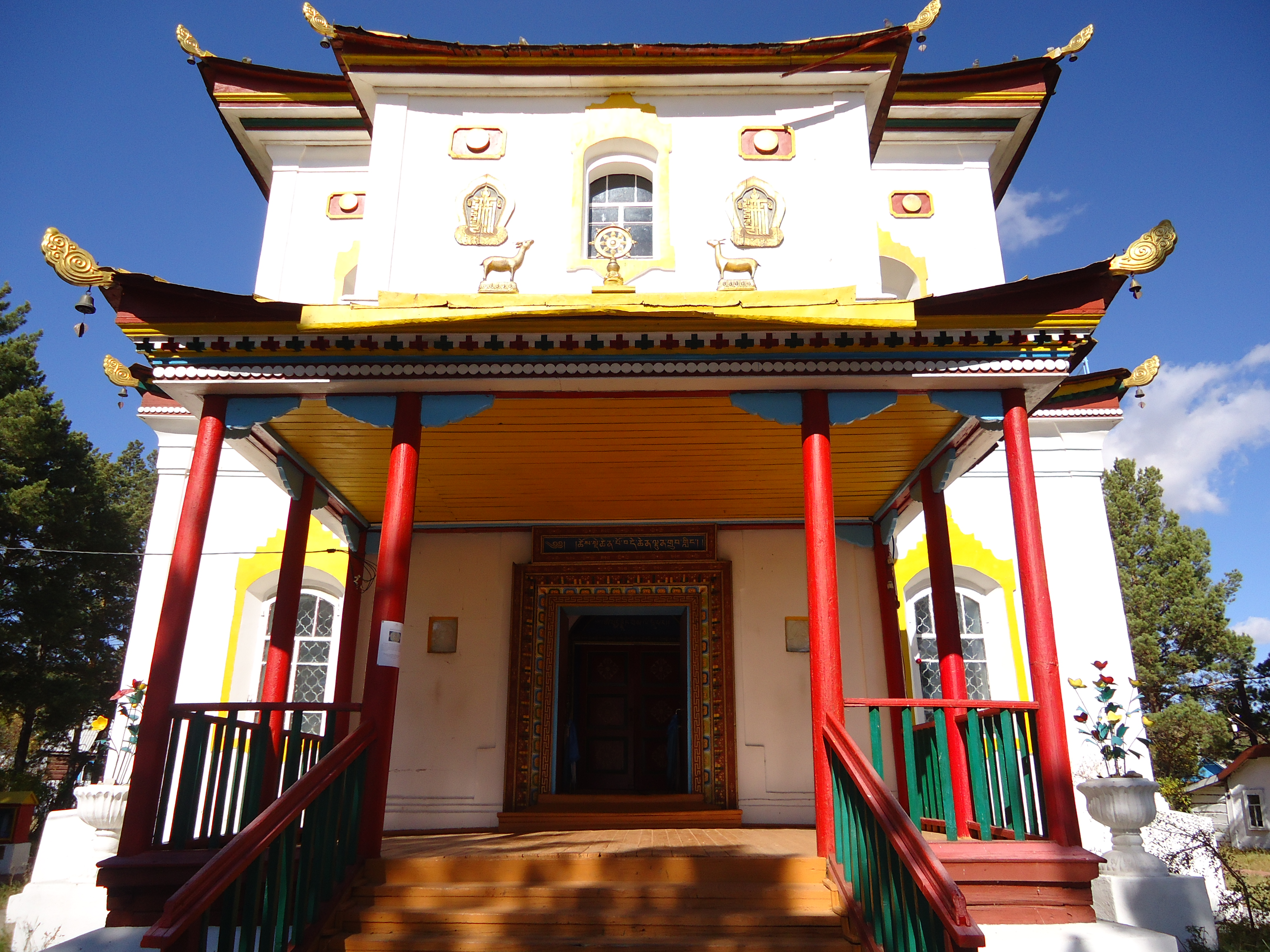
Агинский дацан

Буддийские организации Агинского Бурятского округа и Забайкальского края находятся в юрисдикции Буддийской традиционной сангхи России, но пользуются большой автономией. В крае проживает около 70 тыс. бурят, из них около 90 % считают себя буддистами. Большую часть советского периода на территории округа и Читинской области функционировал лишь один Агинский дацан. К 2000 г. их стало 6. После 2000 г., особенно в связи с политической кампанией по объединению Читинской области и Агинского Бурятского автономного округа в Забайкальский край (завершившегося в 2008 г.), региональные власти оказывают существенную поддержку развитию буддизма. В частности, построен дацан в Чите. Дацаны восстановлены или построены во всех районах, где есть бурятское население. Агинская Буддийская Академия в селе Амитхаша получает существенную поддержку от краевых властей. Администрация края предполагает, что «существуют предпосылки превращения Забайкальского края в один из ярчайших центров буддийской мировой культуры».

### Православие

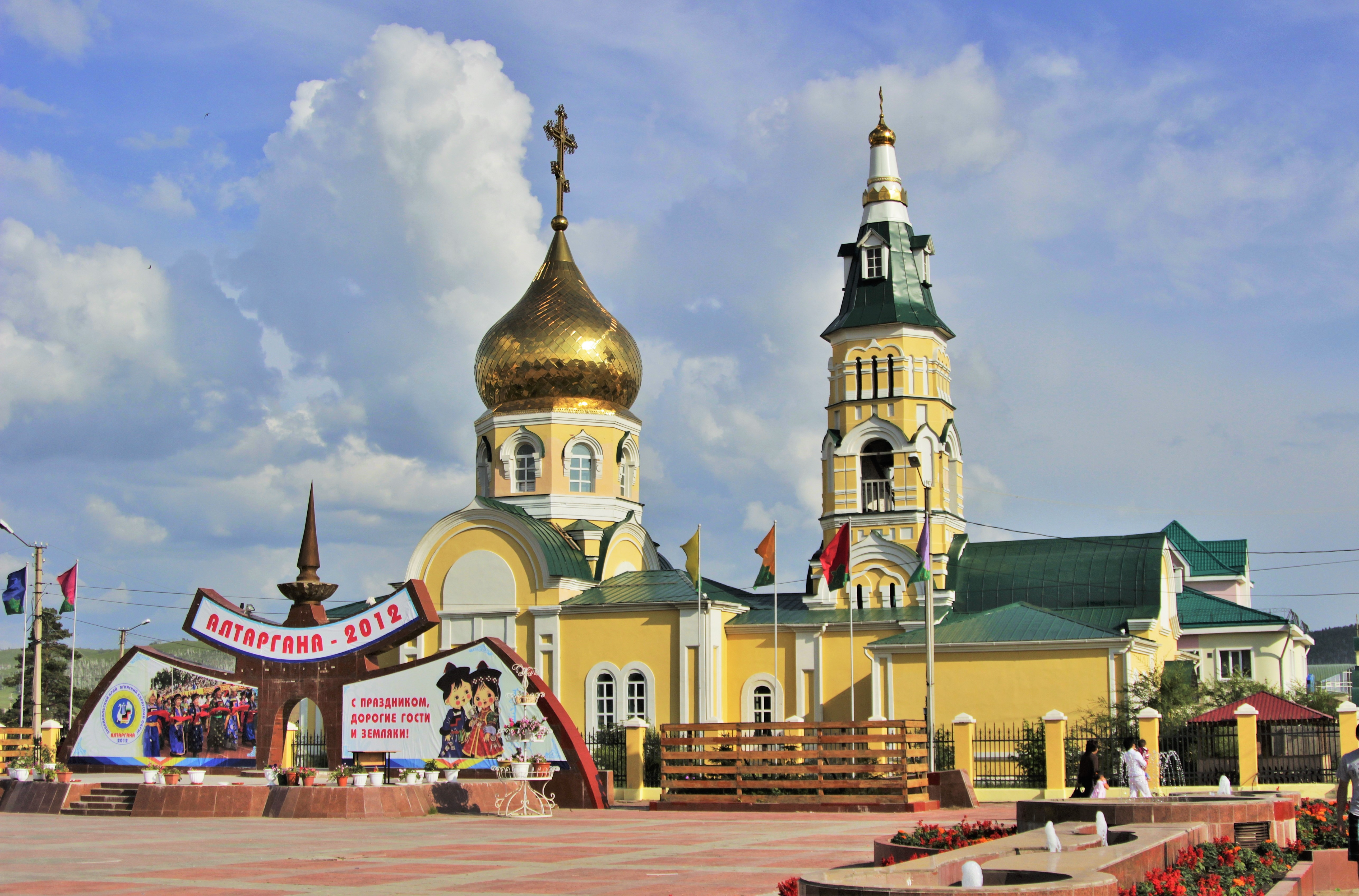
Свято-Никольский храм в Агинском. Июль 2012

Территория Агинского Бурятского округа входит в организационную структуру Нерчинской и Краснокаменской епархии Забайкальской митрополии Русской Православной Церкви. Епископ Димитрий (Елисеев).

### Протестантизм

#### Пятидесятничество
В селе Дульдурге действует духовно-просветительский центр «Голос истины» РЦХВЕ и церковь СХВЕП «Возрождение». Пятидесятнические церкви есть в пос. Орловский, в пос. Новоорловск, ст. Ага Моготуйского района, пос. Агинское. Крупнейшей церковью является Церковь «Спасение в Иисусе» (христиане веры евангельской). Церковь стремиться наладить миссию среди бурятского населения в Агинском АО — в Могойтуе пастором церкви уже является бурят. Миссионеры проповедуют в деревнях на русском и бурятском языках, а также распространяют фильм «Иисус» и евангелия на бурятском языке. В Угдане под Читой есть группа верующих бурят. Церковь поддерживает контакты с пятидесятниками Бурятии.

##### Объединение Российского Союза евангельских христиан-баптистов (РС ЕХБ)
По Забайкальскому краю всего 14 церквей и групп РС ЕХБ. Две церкви в Чите, большие церкви по 200 человек в Краснокаменске, Борзе, Нерчинске, Шилке, Петровск-Забайкальском. Есть группы баптистов-бурят и в Агинском Бурятском округе.

### Шаманизм
Иногда для исполнения языческих обрядов буряты обращаются к действующим в округе шаманам. Русские также иногда обращаются к ним, например, на свадьбах существует обычай побывать на священной горе, оставить там деньги, угощения, выпить за бурятского бога и повязать на дереве разноцветные ленточки. Шаманы молятся духам природы и огня. У каждого шамана есть свои собственные молитвы, большое значение в ритуале имеет вхождение шамана в транс. Регулярно организуются общественные тайлганы — шаманские молебны.

## Уроженцы Герои России, Социалистического Труда, Труда Российской Федерации
- Пурбуев, Дашидондок Цыденович (1931—2014) — старший чабан колхоза имени Ленина Агинского Бурятского автономного округа, Герой Социалистического Труда (1990)
- Цыденжапов, Алдар Баторович (1991—2010) — Герой Российской Федерации (16.11.2010, посмертно)
- Дала́й Гыни́нович Гунга́ев — советский и российский животновод. Герой Труда Российской Федерации (2016), заслуженный работник сельского хозяйства Российской Федерации.